# اینان، شیمانه
اینان، شیمانه (به لاتین: Iinan, Shimane) یک منطقهٔ مسکونی در ژاپن است که در استان شیمانه واقع شده‌است. اینان، شیمانه  ۵٬۴۱۹ نفر جمعیت دارد.